# Oberea tripunctata
Oberea tripunctata là một loài bọ cánh cứng trong họ Cerambycidae.